# Casa do Oriente

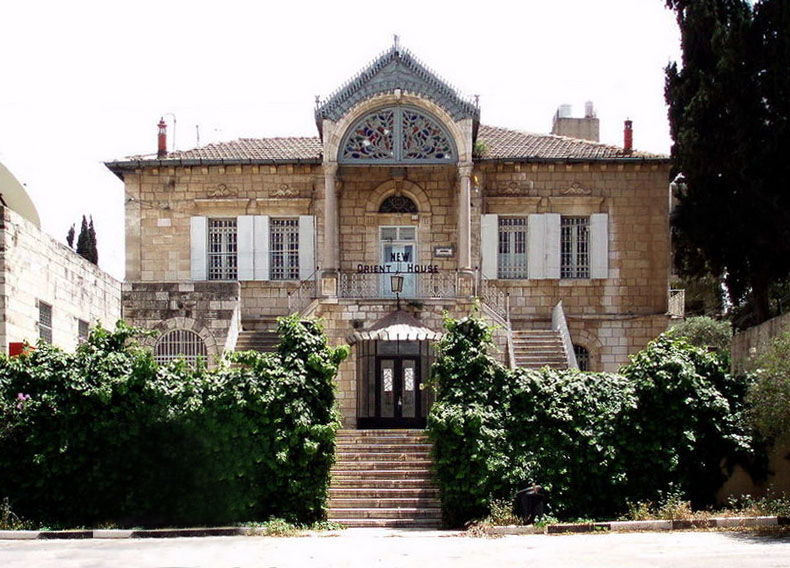
Casa do Oriente, em Jerusalém.

A Casa do Oriente (em árabe: بيت الشرق; bayt ʾal-šarq, em hebraico:  אוריינט האוס),  foi o quartel-general da OLP em Jerusalém Oriental nos anos 1980 e 90. A casa foi construída em 1897 por Musa al-Husseini, e foi herdada de uma geração a outra na família Al-Husayni desde então. Foi concebida como uma residência familiar, mas foi desocupada algumas vezes para abrigar ilustres visitantes. Abrigou o Kaiser Guilherme II da Alemanha em 1898 e o Imperador Haile Selassie da Etiópia em 1936.